# Magdalena Mielcarz
Magdalena Mielcarz (Warschau, 3 maart 1978) is een Poolse actrice en presentatrice.

## Presentatie
Mielcarz presenteert regelmatig grote televisieshows. In 2010 presenteerde ze Top Model. Zostań modelką op TVN en in 2011 presenteerde ze, samen met Hubert Urbański en Mateusz Szymkowiak, The Voice of Poland voor TVP2.